# Nach
Ignacio José Fornés Olmo (Albacete, 1 de octubre de 1974) conocido como Nach, es un rapero y compositor español.
Fue colocado en el puesto número tres en la lista de los «50 grandes raperos en la historia del rap en español», publicada por la revista estadounidense Rolling Stone.

## Trayectoria
Nació en Albacete en 1974, aunque se crio en el barrio de San Blas de Alicante, donde conoció a su mánager y mejor amigo Francisco Cañas. Se educó, primero en el IES Jorge Juan y más tarde en la Universidad de Alicante, donde se licenció en sociología. Algunos temas suyos hacen alusión a su identificación como alicantino: Repaso de mis pasos (pista 3 del álbum Ars Magna) y Anochece (pista 16 del álbum Un Día En Suburbia). En sus inicios fue conocido como «Nach Scratch» pero decidió simplificar su nombre artístico a Nach al constatar los errores que la prensa, los organizadores de conciertos y su propio público cometían al escribir la palabra «Scratch».
En 1994 hizo su primera maqueta, titulada D.E.P., y en 1997 sacó la segunda, llamada Trucos. 
Sobre esta época Nach recuerda:

"El rap español estaba menos profesionalizado y, por supuesto, era mucho más endeble en cuanto a industria. Lo que nos movía era demostrar a la gente del rap de lo que éramos capaces, no nos dedicábamos a ello exclusivamente y nos importaba menos si daba más pasta o menos pasta. Era todo más familiar: las jams, los contactos que tenías en otras ciudades, las cartas, las maquetas en cinta, si alguien quería organizar algo conseguía tu teléfono, te llamaba en plan colega e ibas a actuar... El disco lo saqué con el convencimiento de que a una parte de la peña le iba a gustar, pero me sorprendió que fuera todo más bestia. La distribución fue malísima, pero aun así todo el mundo había oído hablar ya de un tal Nach Scratch. Había temáticas y formas que aún no se habían visto mucho en el rap español y creo que eso ayudó." Nach

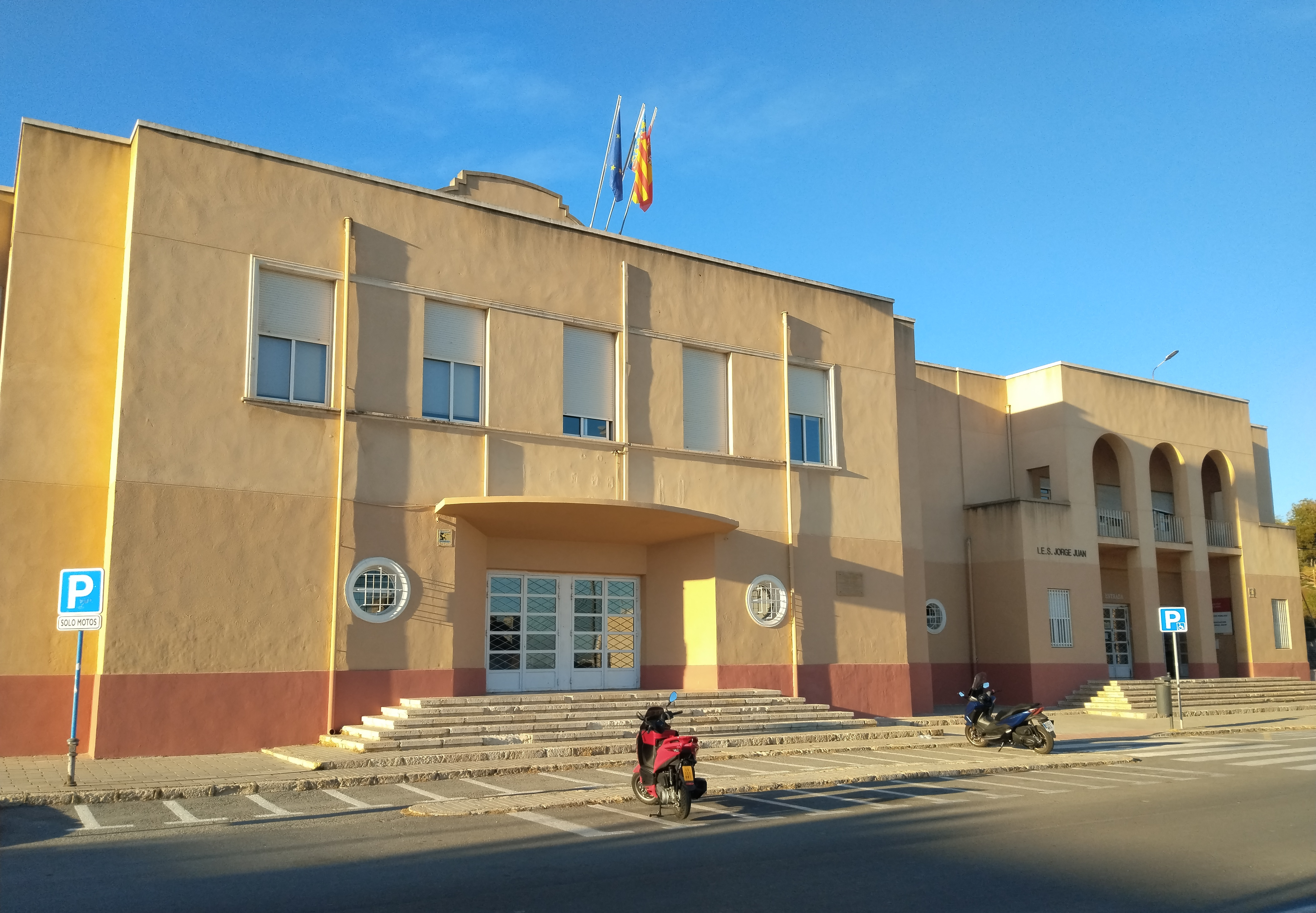
Nach estudió en el Instituto Jorge Juan de Alicante, como indica en Repaso de mis pasos.

Su segundo disco Poesía Difusa está lleno de manifiestos contra la hipocresía y crítica social. Cuenta con las colaboraciones de Arma Blanca, Lírico, Shuga Wuga, Titó y Quiroga, entre otros. Debido a la gran aceptación por parte del público de este disco, se publicó un DVD de un concierto de Nach en noviembre del año 2003 en Barcelona, contando con casi todos los grupos que colaboraron en el disco y apoyado en el concierto por Arma Blanca. Fue editado en dos versiones, una reeditando el CD de Poesía Difusa sin incluir cambios, y otra solo con el DVD del concierto.
La ACB lo eligió para escribir y protagonizar el himno para la copa del Rey de la temporada 2004-2005 de baloncesto ACB. El tema se llamó Juega, del que salió un maxi.
A principios de noviembre del 2005 publica su tercer disco, Ars Magna - Miradas. Es un proyecto complejo al tratarse de un doble CD, pero con diferente temática en cada uno. El primero de ellos, titulado Ars Magna es una continuación de su estilo en cuanto al contenido lírico. En él se tratan temas como el futuro medioambiental en un tema de ciencia ficción, el paso del tiempo o el mercado discográfico. En este disco aparece una referencia a "La tabla de Flandes", novela de Arturo Pérez-Reverte. El segundo, titulado Miradas es un disco más conceptual, ya que cada canción es una forma diferente de ver la vida, retratada por varias personas: incluyendo un recién nacido, una prostituta, un ex presidiario, un inmigrante, un ciego, una pareja homosexual, un taxista, un padre de familia que va a ser despedido y gente de diferentes culturas. En este disco colaboran los componentes de Arma Blanca, Juaninacka, Payo Malo, Aniki y Flavio Rodríguez.
En 2007 funda junto a su mánager, Fran Cañas, el sello discográfico, Magna Records, visualizado como lanzador de talentos alicantinos, logrando un acuerdo de distribución con BoaCor, el sello encargado de la edición y distribución de los discos del propio Nach. El primer artista lanzado bajo este naciente sello fue Cres One con su disco "Reflexiones" posteriormente, en el 2010, lanzó el disco de Abram, "Intenso", editado en conjunto con Zona Bruta y Warner Music y el disco de Madnass, "El Hombre madnasstico".
En 2008 pasa a formar parte de las filas de la discográfica multinacional Universal y publica Un Día En Suburbia el 27 de mayo. Los temas Efectos Vocales (con la colaboración de la actriz de doblaje, Montse Bru) y Manifiesto pudieron ser escuchados en su MySpace semanas antes de la salida del disco. La presentación se produjo en la Fnac de Alicante, un día antes de su salida.
En Un Día En Suburbia hay una canción, Ángel, dedicada a su hermana mayor que nació con parálisis cerebral y murió con 16 años.	
En el disco Diversidad colaborará con artistas de diversos países europeos. También en el 2010 colabora con Zénit en el tema Utopía y saca el tema inédito Hoy converso con Miguel para conmemorar los 100 años del nacimiento del poeta Miguel Hernández. Nach notificó que desde el 16 de noviembre, por vía de Internet, empezaría a grabar su próximo disco cuyo nombre Mejor que el Silencio confirmó con un teaser que subió en sus redes sociales, en el cual deja entrever varias colaboraciones de conocidos artistas MC's y ajenos al género, y la fecha de salida es el 12 de abril de 2011.
El 12 de abril de 2011 salió a la venta el LP Mejor que el silencio, formado por 17 temas, con colaboraciones de artistas como Rapsusklei, Madnass, Ismael Serrano, El Chojín y ZPU, entre otros. En 2011 realiza un cameo en la película de Eduardo Chapero-Jackson, Verbo.
El 5 de diciembre de 2011 saca Mejor que el Silencio, edición especial, constituido por dos CD más un DVD, este disco incluye aparte de los 17 temas de la primera versión del disco, temas nuevos (El tiempo del miedo, 16, Verbo y Mejor que el silencio, Autorretrato de una trayectoria), y el DVD contiene entrevistas, conciertos y videos de verbo y balas del silencio, etc.
Durante el 2012 hizo su primer tour por Latinoamérica, denominado "Latam Tour", en el que visitó México, Colombia, Venezuela, Chile, Argentina, Ecuador y Perú. Estuvo acompañado por ZPU, Dj Joaking y Moisés Sánchez: El Amo Del Jazz. En 2013 presentó un documental sobre la gira: Nach Latam Tour. El documental y un tema inédito y videoclip, Llamado Nach - Dedicado a Latinoamérica
En 2013 recibió un Disco de Oro por su LP Un Día en Suburbia. También ganó otro por Mejor que el silencio.
Fue nominado a los premios Goya 2012. En la categoría de mejor canción original por Verbo.
En julio de 2013, Nach inicia los trabajos para su álbum llamado Los Viajes Inmóviles que fue lanzado oficialmente el 25 de febrero de 2014. En este nuevo disco supone un cambio en su estilo musical, dejando de lado el rap y pasándose a un estilo diferente, denominado slam.
A comienzos de 2015 anunció que, tras lanzar el último disco en estilo slam, este año volvería a lanzar un trabajo volviendo a su estilo original, el rap. El título del nuevo disco es A través de mí y salió a la venta el 3 de marzo de 2015.
En 2018 el propio Nach anunció desde su cuenta de Twitter el lanzamiento de su nuevo disco, el 17 de julio reveló el nombre del álbum, Almanauta. El álbum salió a la venta el 26 de octubre de dicho año, consta de 15 canciones incluyendo colaboraciones con raperos como Kase.O y Residente.

## Discografía
- "D.E.P." (maqueta) (1994)
- "Trucos" (maqueta) (1997)
- "En la brevedad de los días" (LP) (Revelde, 2000)
- "Poesía difusa" (LP) (Boa Music, 2003)
- "Ars Magna - Miradas" (LP) (Boa Music, 2005)
- "Un día en Suburbia" (LP) (Universal, 2008)
- "Mejor que el silencio" (LP) (Universal, 2011)
- "Los Viajes Inmóviles" (LP) (Universal, 2014)
- "A través de mí" (LP) (Universal, 2015)
- "Cazadores de Instantes" (mixtape) (2016)
- "Almanauta ", (LP) (Universal, 2018)
- "Básicos ", (Álbum recopilatorio) (UMG Recordings, Inc, 2020)